# Alara quatei
Alara quatei är en insektsart som beskrevs av Bernhard Zelazny 1981. Alara quatei ingår i släktet Alara och familjen Derbidae. Inga underarter finns listade i Catalogue of Life.